# Dženan Hošić
Dżenan Hosić (ur. 13 marca 1976 w Sarajewie) – bośniacki piłkarz, występujący za pozycji obrońcy.

## Kariera
Seniorską karierę zaczynał w Famos Hrastnice Sarajewo z którego przeniósł się do FK Sarajevo. W roku 2000 przeszedł do
Anży Machaczkała w której zadebiutował w Pucharze UEFA. W polskiej pierwszej lidze zadebiutował w barwach Szczakowianki Jaworzno 15 marca 2003 roku w meczu przeciwko KSZO Ostrowiec Świętokrzyski. Po trzech niepełnych sezonach w Szczakowiance odszedł do II Ligowego wtedy Zagłębia Sosnowiec stając się od razu podstawowym zawodnikiem. W polskiej pierwszej lidze wystąpił w 39 meczach nie strzelając dotychczas żadnego gola. Po zakończeniu sezonu 2007/2008 wyjechał do rodzinnego kraju. W 2009 roku po rocznej przerwie powrócił do Zagłębia Sosnowiec.

## Sukcesy
W trakcie polskiego rozdziału swojej kariery Hosić nie odniósł żadnych sukcesów (w barwach Anży Machaczkała występował w Pucharze UEFA). Podobnie jak jego rodacy Hadis Zubanović i Admir Adżem przez 2 lata walczył z Zagłębiem Sosnowiec o I ligę, aż w końcu w sezonie 2007/2008 awansował z Zagłębiem do Orange Ekstraklasy.
Zaliczył jeden występ w reprezentacji Bośni i Hercegowiny.